# Rise of the Tomb Raider
Rise of the Tomb Raider ist ein Action-Adventure-Videospiel. Es ist der elfte Titel in der Tomb-Raider-Serie und darin fünfte Teil, der von Crystal Dynamics entwickelt bzw. zweite Teil, der von Square Enix publiziert wurde. Das Spiel erschien zunächst zeitexklusiv für die Xbox One und die Xbox 360. Die Version für Microsoft Windows erschien am 28. Januar 2016. Die PlayStation-4-Version wurde am 11. Oktober 2016 veröffentlicht. Das Spiel verkaufte sich bisher (Stand November 2017) sieben Millionen Mal.

## Handlung
Die britische Archäologin Lara Croft hat während der Ereignisse in Tomb Raider die Erfahrung machen müssen, dass Mythen, an die sie bisher nicht geglaubt hatte, wahr sein können und beschäftigt sich daher nun intensiv mit den Forschungen ihres Vaters, Lord Richard Croft. Dieser hatte mit seiner fast wahnhaften Suche nach der Göttlichen Quelle, einem angeblich Unsterblichkeit verleihenden Artefakt, seine Reputation als Archäologe verloren und deshalb vermeintlich Selbstmord begangen, als Lara noch ein Kind war. In London erzählt sie Ana, der ehemaligen Lebensgefährtin ihres Vaters, von ihren neuen Entdeckungen und macht sich anschließend auf den Weg in das vom Bürgerkrieg zerrüttete Syrien. Auf den Spuren eines mittelalterlichen Propheten aus Konstantinopel trifft sie in dessen Grabmal auf bewaffnete Mitglieder des Ordens von Trinity, der bereits zu Zeiten des Propheten existierte und damals versucht hat, ihn und seine Anhänger auszulöschen. Die Truppe wird von einem Mann namens Konstantin angeführt und sucht ebenfalls nach der Göttlichen Quelle, die sich im Besitz des Propheten befunden haben soll, dessen Sarg sich jedoch als leer herausstellt. Lara löst die von Trinity gelegten Sprengsätze aus und kann im entstehenden Chaos fliehen. Anhand eines im Grab gefundenen Zeichens, das ebenfalls in einem Buch ihres Vaters über die verlorene Stadt Kitesch auftaucht, die sich in Sibirien befunden haben soll, zieht sie die Schlussfolgerung, dass das Artefakt sich dort befinden könnte. Einem Agenten von Trinity gelingt jedoch der Diebstahl des Buches aus dem Croft-Anwesen und so entsteht ein Wettlauf zwischen Lara und Trinity um die Göttliche Quelle.
Mit ihrem besten Freund Jonah macht sich Lara nun auf den Weg nach Sibirien, wird dort jedoch von einer Lawine erfasst und von Jonah getrennt. Auf sich allein gestellt wird Lara schnell in einen sich zuspitzenden Konflikt zwischen den Trinity-Kämpfern und einer einheimischen, mysteriösen Guerilla-Gruppe, die als „Die Verbliebenen“ bezeichnet wird, hineingezogen. Diese scheinen seit Jahrhunderten isoliert zu leben und nutzen teilweise mittelalterliche Waffen und Rüstungen. Als sie die Basis von Trinity auskundschaften will, wird Lara gefangen genommen. Offenbar hat Trinity auch Ana festgesetzt und Konstantin versucht, Lara ihr vermeintliches Wissen über den Fundort des Artefakts zu entlocken, indem er Ana stranguliert. Nachdem das nicht funktioniert, lässt Ana ihre Tarnung fallen. Sie ist schon seit langem für Trinity aktiv und wurde damit beauftragt, Laras Vater auszuspionieren. Außerdem ist sie Konstantins Schwester. Ana ist schwer krank und bestärkt Konstantin in seinem Glauben, ein Auserwählter Gottes zu sein. Sie erhofft sich von der Göttlichen Quelle Rettung vor ihrem nahenden Tod. Konstantins Ziel hingegen ist es, mithilfe der Quelle eine unsterbliche Armee Gottes zu erschaffen, diese anzuführen, und mit ihr die Welt von Sünde zu reinigen. Allerdings ist unklar, wie die geheimnisvolle Führung von Trinity dazu steht, in deren Auftrag die beiden nach der Göttlichen Quelle suchen. Lara kann sich und einen anderen Gefangenen namens Jacob befreien und zusammen machen sie sich auf den Weg in ein Dorf der Verbliebenen. Jacob ist offenbar der Anführer dieser Gruppe, bei der es sich um die Nachfahren der Einwohner von Kitesch handelt. Zusammen mit Lara bereiten sich die Verbliebenen nun auf das finale Gefecht mit Trinity vor. Im Kampf um eines der Dörfer kann der heftige Ansturm der technologisch überlegenen Angreifer unter hohen Verlusten zurückgeschlagen werden. Diese erfahren dort jedoch vom Atlas, einer Karte, die den Weg nach Kitesch zeigen soll. Die Trinity-Kämpfer wenden sich nun den Ruinen der ehemaligen Akropolis von Kitesch zu, in der sie den Atlas vermuten, in der jedoch stattdessen die Alten, Kranken und Kinder der Verbliebenen vor dem Gefecht Zuflucht gesucht haben. Mit Laras Hilfe gelingt es den Verbliebenen auch hier die Angreifer auszuschalten und somit gewinnt Lara endgültig deren Vertrauen. Jacobs Tochter Sofia weist ihr den Weg zu einer unterirdischen Bibliothek, in der sich der Atlas befinden soll. Dieser wird allerdings von den Unsterblichen bewacht, der einstigen Armee von Kitesch, welche durch die Göttliche Quelle unsterblich geworden ist und jeden Eindringling tötet. Die Expeditionstruppe von Trinity wird durch die Unsterblichen mit Griechischem Feuer ausgelöscht, während Lara unversehrt zum Atlas gelangt und diesen zu Jacob bringen kann. Hier trifft sie auch wieder mit Jonah zusammen, der seit dem Lawinenabgang nach Lara gesucht hatte. Der Atlas wird entschlüsselt und zeigt die wahre Position Kiteschs – die Stadt befindet sich direkt unter dem Gletscher. Während einer Belagerung durch mongolische Truppen hatten die Verteidiger ihre Waffen auf das Eis gerichtet und den größten Teil der Stadt darunter begraben. Kurz darauf greift Trinity jedoch erneut an. Jonah wird entführt, der Atlas entwendet und Jacob angeschossen. Lara kann Jonah befreien, dieser wird jedoch von Konstantin schwer verwundet. Sie bringt ihn zurück zu Jacob, der plötzlich nicht mehr verwundet ist und auch Jonahs Wunde heilen kann. Es stellt sich heraus, dass Jacob der durch die Göttliche Quelle unsterblich gewordene Prophet von Konstantinopel und einstige Herrscher von Kitesch ist.
Lara gelangt jetzt durch einen geheimen Zugang in die verlorene Stadt. Durch den Atlas hat nun allerdings auch Trinity Kenntnis von deren Position und versucht brachial, sich den Weg dahin durch das Eis freizusprengen. In Kitesch kommt es zu einem letzten großen Gefecht. Die Unsterblichen kämpfen gegen Trinity, während Lara sich mit Hilfe der Verbliebenen den Weg durch beider Truppen freikämpft, um zur Kammer der Seelen zu gelangen, in der die Göttliche Quelle aufbewahrt wird. Die Truppen von Trinity werden schließlich überrannt, während Konstantin im Zweikampf mit Lara unterliegt. Kurz vor seinem Tod erzählt er Lara, dass Trinity ihren Vater getötet hätte. In der Kammer der Seelen kommt es zur letzten Konfrontation zwischen Ana, Lara und Jacob. Ana schießt Jacob an und will die Göttliche Quelle für sich nutzen, während sich von allen Seiten Unsterbliche nähern. In letzter Sekunde kann Lara unter Billigung von Jacob die Quelle zerstören, woraufhin sich alle Krieger der Unsterblichen, aber auch Jacob, zu Asche verwandeln. Somit findet Jacob endlich Erlösung von seinem ewigen Leben.
In einer Post-Credit-Szene sind Ana und Lara auf dem Weg durch die sibirische Tundra zu sehen. Hier konfrontiert Lara ihre Stiefmutter mit einer Pistole und der Frage, ob diese ihren Vater getötet hat. Ana gesteht, dass Trinity dessen Hinrichtung angeordnet hat, aber sie es nicht habe tun können, da sie ihn geliebt hätte. Bevor sie jedoch mehr erzählen kann, wird sie auf Geheiß der geheimnisvollen Führung von Trinity von einem Scharfschützen erschossen, Lara hingegen für den Moment noch verschont.

## Spielprinzip
Rise of the Tomb Raider kombiniert Action-Adventure-, Jump-’n’-Run-, Erforschungs- und Überlebenselemente. Die Spielwelt besteht aus mehreren Gebieten, in die man im Verlauf der linearen Handlung nach und nach gelangt, die teilweise offener sind und auch wiederbereist werden können. Hauptaspekte des Spiels sind Klettern, das Sammeln von Items, das Lösen von Rätseln sowie der Kampf mit Bogen oder Feuerwaffen gegen überwiegend menschliche Gegner und angriffslustige Raubtiere. Man sammelt im Verlauf des Spiels Erfahrungspunkte und erhält bei entsprechender Anzahl einen neuen Fähigkeitspunkt, der dann an Basislagern in den Kategorien Kämpfer, Jäger und Überlebender investiert werden kann, um eine neue Fähigkeit freizuschalten. Außerdem sammelt Lara eine Vielzahl verschiedener Ressourcen, mit denen sie Pfeile und Spezialmunition herstellen, an Basislagern Waffenupgrades durchführen oder größere Taschen für Ressourcen und Munition herstellen kann. Durch temporäres Aktivieren der Überlebensinstinkte werden Gegner und Objekte, mit denen interagiert werden kann, leuchtend hervorgehoben.
Im Vergleich zum Vorgängerspiel Tomb Raider kann Lara nun auch sprinten, tauchen und sich unter Einsatz von Ressourcen manuell heilen. Bei den erneut zur Verfügung stehenden Waffen Bogen, Pistole, Gewehr und Schrotflinte handelt es sich nun um Waffenkategorien, innerhalb derer jeweils verschiedene Waffen erhältlich sind. Diese können an Basislagern ausgetauscht werden, sodass weiterhin nur jeweils eine Waffe jeder Kategorie auf einmal mitgeführt werden kann. Zudem ist eine größere Auswahl an Outfits vorhanden, von denen einige auch zusätzliche Boni bieten. Durch in der Spielwelt gefundene Dokumente und Wandinschriften kann Lara ihre Kenntnisse in den Sprachen Griechisch, Russisch und Mongolisch verbessern und bei Erreichen des jeweils benötigten Sprachniveaus Monolithen entziffern, die Verstecke von Goldmünzen offenbaren, mit welchen neue Ausrüstungsgegenstände gekauft werden können. Neben der eigentlichen Haupthandlung gibt es optionale Gräber zu erkunden. Diese beinhalten meistens mehrstufige Rätsel und werden mit neuen Fähigkeiten für Lara belohnt, die man nicht auf normalem Wege freischalten kann. Zudem enthält das Spiel mehrere Nebenmissionen, welche von Verbündeten erteilt werden und verschiedene Belohnungen bereithalten.

## Entwicklung

### Spielfiguren
Wie auch im vorherigen Teil der Reihe wird Lara Croft wieder von Camilla Luddington im Motion-Capture-Verfahren gespielt und für die englische Version synchronisiert. Für die deutsche Fassung übernahm diesmal die Synchronsprecherin Maria Koschny die Rolle.
| Rolle      | Schauspieler                  | deutscher Synchronsprecher |
| ---------- | ----------------------------- | -------------------------- |
| Lara Croft | Camilla Luddington            | Maria Koschny              |
| junge Lara | Harriet Perring               | Lara Trautmann             |
| Lord Croft | Michael Maloney               | Dirk Hardegen              |
| Ana        | Laura Waddell und Kay Bess    | Daniela Bette-Koch         |
| Jacob      | Philip Anthony-Rodriguez      | Carlos Lobo                |
| Jonah      | Earl Baylon                   | Daniel Welbat              |
| Sofia      | Jolene Andersen               | Djuwita Müller             |
| Konstantin | Charles Halford und Zach Ward | Tobias Brecklinghaus       |

## Bewertungen
Beim Kritikenaggregator Metacritic erreicht das Spiel auf allen verfügbaren Plattformen stets sehr gute Bewertungen. PC Games bewertete die PC-Version von Rise of the Tomb Raider mit 86 von 100 Punkten und GamePro verteilte für die Xbox-One-Version 89 von 100 Punkten. Die umfangreichere Version für die PlayStation 4 erreichte bei PS4Info insgesamt 4 von 5 Sternen.
Einige Handlungselemente aus Rise of the Tomb Raider wurden in die 2018 erschienene Verfilmung von Tomb Raider übernommen. Eine angekündigte Fortsetzung dieses Films, die sich aufgrund von COVID-19 verzögerte, wurde in Betracht gezogen, um Rise zu adaptieren. Die Fortsetzung wurde im Juli 2022 abgesagt, da Metro-Goldwin Meyer die Filmrechte an der Franchise nach deren Auslaufen verlor.

## Zusätzliche Inhalte
Zum Spiel wurden mehrere, kostenpflichtige Inhalte veröffentlicht, die entweder die Handlung ergänzen oder weitere Spielmodi beinhalten. Darüber hinaus gibt es diverse zusätzliche Waffen- und Ausrüstungssets sowie Multiplayer-Maps und Kartendecks mit verschiedenen Boni und Fähigkeiten.

### Baba Yaga – Tempel der Hexe
Lara muss ein zusätzliches Gebiet, das Gottlose Tal, erkunden, in welchem die aus der slawischen Folklore stammende Hexe Baba Yaga leben soll. Diese hat angeblich vor langer Zeit die Großmutter der jungen Nadia getötet, weshalb ihr Großvater nun losgezogen ist, um endlich Rache zu nehmen. Seitdem ist er jedoch verschollen und Nadia bittet Lara, die Suche nach ihm aufzunehmen, wobei sie einer Situation ausgesetzt wird, bei der die Grenzen zwischen Einbildung und Realität verschwimmen.

### Kalte Finsternis erwacht
Lara muss einen alten Sowjet-Bunker erkunden, in welchem Trinity ein Pathogen freigesetzt hat, das Menschen in zombieähnliche Wesen verwandelt. Dieses Pathogen war ursprünglich Teil eines geheimen Sowjet-Forschungsprogramms zur Erschaffung von Supersoldaten, die weder Schmerzen noch Angst fühlen sollten.

### Blutsbande & Laras Alptraum
In Blutsbande muss Lara in Croft Manor den Beweis dafür finden, dass das Anwesen nach dem Tod ihrer Eltern rechtmäßig ihr gehört, da es ansonsten an ihren Onkel überschrieben werden würde. Laras Alptraum findet auch in Croft Manor statt, allerdings muss Lara im namensgebenden Alptraum gegen Horden von Zombies kämpfen, um das Anwesen zurückzuerobern.

## Veröffentlichungen
Neben der Standardversion wurde auch eine Collector’s Edition veröffentlicht, welche neben dem Spiel eine ca. 30 cm große Lara-Croft-Figur aus Kunststoff, ein Reisetagebuch mit Kunstledereinband, eine Nachbildung von Laras Halskette sowie ein Steelbook enthält. Zum 20-jährigen Bestehen der Tomb-Raider-Marke wurde am 11. Oktober 2016 eine 20 Year Celebration Edition veröffentlicht, welche alle bisherigen Zusatzinhalte des Spiels beinhaltet, die Erstauflage beinhaltet zudem ein Artbook mit Diskhalterung im Pappschuber.
Zu Ehren des 25-jährigen Jubiläums von Tomb Raider feierten Square Enix und Crystal Dynamics jedes Spiel und jeden Ableger der Reihe mit Community-Features, Nostalgie und ungesehenen Inhalten im Jahr 2021. Im Jubiläumsmonat wurde bekannt, dass sich Rise of the Tomb Raider bis zum November 2021 11,8 Millionen Mal verkauft hat.